# Юрские Дворы
Ю́рские Дворы́ — деревня в Воловском районе Липецкой области России. Входит в состав Юрского сельсовета.

## География
Деревня находится в юго-западной части Липецкой области, в лесостепной зоне, в пределах восточных отрогов Среднерусской возвышенности,  при региональной автодороге  42К-027, на расстоянии примерно 16 км (по прямой) к северу от села Волово, административного центра района. 
Уличная сеть деревни состоит из одной улицы (ул. Дорожная).
Абсолютная высота — 209 м над уровнем моря.
Климат умеренно континентальный с теплым летом и умеренно морозной зимой.
Часовой пояс
Деревня Юрские Дворы, как и вся Липецкая область, находится в часовой зоне МСК (московское время). Смещение применяемого времени относительно UTC составляет +3:00.

## История
В октябре 1995 года переведёна из Гатищенского сельсовета того же района в состав Юрского сельсовета.

## Население
| 2010 | 2012 |
| ---- | ---- |
| 17   | ↗18  |

Гендерный состав
По данным Всероссийской переписи населения 2010 года в гендерной структуре населения мужчины составляли 35,3 %, женщины — соответственно 64,7 %.
Национальный состав
Согласно результатам переписи 2002 года, в национальной структуре населения русские составляли 100 % из 16 чел.

## Инфраструктура
Личное подсобное хозяйство с зоной сельскохозяйственного использования, индивидуальная застройка усадебного типа.
Основа экономики — сельское хозяйство.

## Транспорт
Автобусное сообщение с райцентром. Остановка общественного транспорта «Юрские Дворы». 